# Coelocorynus digennaroi
Coelocorynus digennaroi är en skalbaggsart som beskrevs av Franz Antoine 2003. Coelocorynus digennaroi ingår i släktet Coelocorynus och familjen Cetoniidae. Inga underarter finns listade i Catalogue of Life.